# Piotr Macierzyński
Piotr Macierzyński (ur. 1971) – polski poeta mieszkający w Łodzi.

## Życiorys
Debiutował w 1993 roku w piśmie „Tytuł”. Publikował także w wielu innych czasopismach literackich (m.in. „Ha!art, FA-art”, „Lampa”, „Czas Kultury”, dwutygodnik.com, „Opcje”, „Studium”).
Jest laureatem wielu konkursów poetyckich organizowanych w Polsce (m.in.: H. Poświatowskiej, Z. Herberta, „Czasu Kultury”).
Jego wiersze były tłumaczone na wiele języków, w tym na: włoski, chorwacki, słoweński, czeski, słowacki, niemiecki, hiszpański, litewski, francuski, kataloński, bułgarski. W 2011 w języku ukraińskim ukazał się wybór wierszy pt. тьфу, тьфу, a w 2015 w Pradze wyszła Antologie esesáckých básní.
Ukazały się także publikacje tłumaczone w prasie literackiej np. na włoski czy w takich pismach jak „Apokalipsa”, „Quorum”.

## Publikacje
- Danse macabre i inne sposoby spędzania wolnego czasu. Zielona Sowa, 2001. ISBN 83-7220-251-6. Brak numerów stron w książce
- tfu, tfu. Korporacja Ha!art, 2004. ISBN 83-89911-00-0. Brak numerów stron w książce
- Odrzuty. Korporacja Ha!art, 2007. ISBN 978-83-89911-75-9. Brak numerów stron w książce
- Zbiór zadań z chemii i metafizyki. Korporacja Ha!art, 2009. ISBN 978-83-61407-06-5. Brak numerów stron w książce
- Antologia wierszy ssmańskich. Korporacja Ha!art, 2010. ISBN 978-83-62574-36-0. Brak numerów stron w książce
- FREE OVER BLOOD (Zeszyty Poetyckie/OFF Press, Londyn, pod red. Dawid Jung, Marcin Orliński)[8]
- kwik. Korporacja Ha!art, 2013. ISBN 978-83-64057-19-9. Brak numerów stron w książce
- Antologie esesáckých básní (przekł. Ondřej Zajac), 2015. ISBN 978-80-87563-32-8
- Książka kostnicy. WBPiCAK, 2017. ISBN 978-83-64504-90-7. Brak numerów stron w książce
- Niezbędnik psychopaty, 2023